# Kirandul
Kirandul è una suddivisione dell'India, classificata come municipality, di 19.053 abitanti, situata nel distretto di Dantewada, nello stato federato del Chhattisgarh. In base al numero di abitanti la città rientra nella classe IV (da 10.000 a 19.999 persone).

## Geografia fisica
La città è situata a 18° 37' 16 N e 81° 16' 54 E.

## Società

### Evoluzione demografica
Al censimento del 2001 la popolazione di Kirandul assommava a 19.053 persone, delle quali 9.928 maschi e 9.125 femmine. I bambini di età inferiore o uguale ai sei anni assommavano a 2.177, dei quali 1.093 maschi e 1.084 femmine. Infine, coloro che erano in grado di saper almeno leggere e scrivere erano 13.806, dei quali 7.963 maschi e 5.843 femmine.